# Опртаљ
Опртаљ (чaк. Portalj, итал Portole [ˈпɔpтoлe]), је насељено место и седиште општине y Бyjштини y ceвepнoj Истри - Истарскa жупанијa, Хрватска.

## Географија
Општина Портоле - Опртаљ се налази у северном делу унутрашње Истре (само место је на малој узвисини 378 м н/в) на рубу заравни изнад долине Мирне, а путевима је место повезано са Ливадама и Мотовуном на југу те са Бујама на западу. Средиште је ширега крашкога брдовитог простора Горње Бујштине. Општина граничи на северу с општином Копар, западно са Грожњаном, јужно са општинама Мотовун и Пазин те источно са Бузетом. Субконтинентална клима, топла лета са поветарцем и блага зима.

### Општинска насеља
У саставу општине је 18 насеља: Бенцани (Benzani), Чабарница (Забарнизза), Чепић (Ceppich), Голубићи (Golobici), Градиње (Градигне), Ипши (Ipsi), Истарске Топлице (Terme San Stefano), Крајићи (Craici), Ливаде (Levade), Опртаљ (Portole), Пирелићи (Perelici), Света Луција (С. Луциа), Свети Иван (S. Giovanni), Шорги (Sorghi), Вижинтини (Visintini), Вижинтини Врхи (Monti di Visintini), Зрењ (Stridone, Sdregna), Жњидарићи (Znidarici).

## Историја
Римљани на месту хистарско-келтског каштељера граде Castrum Portulense in Histria о чему сведоче разни натписи и фрагменти нађени на том подручју.
Опртаљ се спомиње још од 1102. године као урбано боравиште (Castrum Portulense) феудалних господара и занатлија. 1209. се спомиње у документима о посједима Аквилејске патријаршије која даје у најам германским феудалцима. Скоро 300 година трају сукоби са Мотовуном око граница поседа.
Венеција 1421, након отпора романског становништва, осваја Опртаљ и под њиховом управом остаје до пропасти Венеције 1789. године која је оставила највећи траг у његовој архитектури. Након тога иза кратке владавине Француза прелази под власт Аустрије, па Италије. Након капитулације Италије 8. септембра 1943. долази до народног устанка када Италијани и Хрвати из истарског покрета отпора преузимају власт. И након немачке окупације истарски партизани 1944. 5 пута ослобађају Опртаљ до 26. априла 1945. када јединице НОВЈ улазе у град.
Општина Опртаљ је кроз читав 19. века па све до 1945. обухватала и насеља Абитанти, Брезовица, Градин, Сирчи, Коромачи-Бошкини, Белведур, Тополовац, Мочуниги и Калини, који су након делења Истре потпали под Словенијиу, сада у саставу општине Копар.

## Споменици и знаменитости
- мањи остаци градске утврде с градском портом из 18. века
- ренесансна ложа,
- Романичка црквица св. Рока

Романичка црквица св. Рока св. Ђорђа је тробродна с полигоналном апсидом. Спомиње се од 1202. г., а саграђена је у 15. веку на месту старије, која је уграђена у данашњу цркву. На старији слој, подељен колонадама са шиљастим луковима, тада је дограђен презвитеријум са полигоналним завршетком. Исто тако је на првошњу грађевину изведен мрежасти готички свод са ребрима и заглавним каменима. У 17. веку црква је продужена и обликована је нова камена фасада у ренесансно-барокном стилу. Касноготичко-ренесансна тробродна црква с полигоналном апсидом Мајстора из Крања из 1528. украшена барокним киповима и сликама из 17. и 18. века. Слике се приписују радионици В. и Б. Карпача, а олтарна слика је дело Б. Д'Ане, а кипови не главном олтару приписују се Г. Бонацију,
- одвојени торањ катедрале из 16. века
- палата муниципја уништена у Другом светском рату,
- романичка црквица св. Хелене са фрескама Клеригина из Копра, 15./16. век.
- црква св. Леонарда са фрескама из 15. века.
- романичка црквица св. Рока је једнобродна са звоником "на једра". У цркви се налазе фреске (низ светачких ликова) које је  насликао истакнути мајстор Антонио из Падове 1535. године. Црква је обновљена године 1913.
- романичка црквица св. Марије позната по вредним готичким истарским фрескама, Смештена је уз пут северно од насеља. Саграђена је у XV. веку. Једнобродна је грађевина са звоником "на једра" и тремом који је из 1770. године. Фреске су из циклуса четворице мајстора: Мајстор Клеригин III из Копра насликао је 1471. у ренесансном стилу на тријумфалном луку и на јужном зиду призоре из Маријина живота. затим су ту фреске анонимног касноготичког мајстора и Шареног Мајстора[4].
- романичка црквица св. Хелене је на врху брда изван насеља из почетка је 15. века. У унутрашњости су фреске копарскога мајстора Клеригуса (око 1400. године) приказују Мајестас Домини, свеце и еванђелисте, а на тријумфалном луку Навештење. Сачувани су глагољски графити из 1496. године.

## Становништво
Град је доживио судбину Мотовуна, Грожњана, Пломина, Бољуна и Савиченте, да буде напуштен након великог истарског егзодуса по припојењу Хрватској 1945. Место Опртаљ је 1931. имало 3.138 становника, а 1953. спало је на 223 становника.
Општина
| Број становника по пописима | Број становника по пописима | Број становника по пописима | Број становника по пописима | Број становника по пописима | Број становника по пописима | Број становника по пописима | Број становника по пописима | Број становника по пописима | Број становника по пописима | Број становника по пописима | Број становника по пописима | Број становника по пописима | Број становника по пописима | Број становника по пописима | Број становника по пописима |
| --------------------------- | --------------------------- | --------------------------- | --------------------------- | --------------------------- | --------------------------- | --------------------------- | --------------------------- | --------------------------- | --------------------------- | --------------------------- | --------------------------- | --------------------------- | --------------------------- | --------------------------- | --------------------------- |
| 1857                        | 1869                        | 1880                        | 1890                        | 1900                        | 1910                        | 1921                        | 1931                        | 1948                        | 1953                        | 1961                        | 1971                        | 1981                        | 1991                        | 2001                        | 2011                        |
| 3.678                       | 3.896                       | 3.895                       | 4.198                       | 4.232                       | 4.649                       | 4.524                       | 4.382                       | 3.803                       | 3.186                       | 2.220                       | 1.500                       | 1.255                       | 1.109                       | 981                         | 850                         |

Напомена: Настала из старих општина Бује и Бузет. У 1857, 1869, 1921. и 1931. део података садржан је у општини Грожњан, а истих година садржи део података града Бузета.
Oprtalj (mesto)
| Број становника по пописима | Број становника по пописима | Број становника по пописима | Број становника по пописима | Број становника по пописима | Број становника по пописима | Број становника по пописима | Број становника по пописима | Број становника по пописима | Број становника по пописима | Број становника по пописима | Број становника по пописима | Број становника по пописима | Број становника по пописима | Број становника по пописима | Број становника по пописима |
| --------------------------- | --------------------------- | --------------------------- | --------------------------- | --------------------------- | --------------------------- | --------------------------- | --------------------------- | --------------------------- | --------------------------- | --------------------------- | --------------------------- | --------------------------- | --------------------------- | --------------------------- | --------------------------- |
| 1857                        | 1869                        | 1880                        | 1890                        | 1900                        | 1910                        | 1921                        | 1931                        | 1948                        | 1953                        | 1961                        | 1971                        | 1981                        | 1991                        | 2001                        | 2011                        |
| 2.667                       | 2.825                       | 619                         | 610                         | 587                         | 762                         | 3.271                       | 3.138                       | 293                         | 223                         | 169                         | 104                         | 87                          | 104                         | 118                         | 79                          |

Напомена: У 1857, 1869, 1921. и 1931. садржи податке за насеља Бенцани, Голубићи, Ипши, Ливаде, Крајићи, Свети Иван, Света Луција, Шорги и Вижинтини Врхи, а истих година садржи и дио података за насеља Градиње и Пирелићи. У 1880. садржи дио података за насеља Ливаде и Света Луција. У 1880. и 1890. садржи и дио података за насеље Пирелићи.

###### Ренесансна катедрала св. Јуре (Георга) састав
По аустроугарском попису из 1910. у катастарској општини Опртаљ био је 3.371 становник. од којих је код 2.314 италијански био материњи језик, код 965 српскохрватски те 85 словеначки.
На попису становништва 1991. године, насељено мјесто Опртаљ је имало 104 становника, следећег националног састава:
| Попис 1991.  | Попис 1991.  | Попис 1991. | Попис 1991. | Попис 1991. |
| ------------ | ------------ | ----------- | ----------- | ----------- |
|              |              |             |             |             |
| Хрвати       | Хрвати       |             | 37          | 35,57%      |
| Истријани    | Истријани    |             | 23          | 22,11%      |
| Словенци     | Словенци     |             | 7           | 6,73%       |
| Италијани    | Италијани    |             | 5           | 4,80%       |
| Југословени  | Југословени  |             | 2           | 1,92%       |
| Муслимани    | Муслимани    |             | 1           | 0,96%       |
| Руси         | Руси         |             | 1           | 0,96%       |
| неопредељени | неопредељени |             | 17          | 16,34%      |
| непознато    | непознато    |             | 11          | 10,57%      |
| укупно: 104  |              |             |             |             |

2011. градић Опртаљ имао је 79 становника, од тога 65% Хрвата, 32% Италијана и 1,83% Словенаца.

## Култура
У Опрљу, Зрењу и Ливадама делују Заједнице Италијана.

## Спорт
Кроз Опртаљ пролазе 2 бициклистичке стазе:
- Зрењ-Штерна-Опртаљ-Чабарница-Зрењ
- Опртаљ-Грожњан-долина Мирне-Опртаљ